# Lábass Endre
Lábass Endre (Budapest, 1957. április 28. –) magyar író, fordító, festő, fotóművész. Írói (kocsmatúrai) álneve: Kocsis Irma.

## Életpályája
1978–1982 között a Képzőművészeti Főiskola festő szakának, valamint 1982–1985 között ugyanitt a murális szaknak volt hallgatója, ahol Kokas Ignác és Dienes Gábor tanította. 1980-ban megindította „Házszínház” nevű budapesti vándorszínházát, mely még 2022-ben is, 42. éve működik. 1983-tól tűzfal- és panelfestményeket készít – összes panelfestményét megsemmisítették. Nevezetes falfestménye –  a gyerekek kedvence – volt az 1991 körül illegálisan, egyetlen éjszaka leforgása alatt, egy "villamosszínház" díszleteként festett mese-falkép Budán, a 19-es villamos Lánchíd alatti alagútjában – erre jellemző, hogy a BKV féltve őrizte, és a firkálások után restauráltatta éveken át.  1987-ben jelent meg első könyve, Az ünnep, 1983-ban Budapest-történeti kurzust tartott az Eötvös Loránd Tudományegyetem Eötvös Collegiumában, 1988-ban a diákok meghívására a Magyar Iparművészeti Főiskola irodalom- és művészettörténet tanára volt, illetve éveken át alkalmanként előadásokat tartott a Budapest Műszaki Egyetem Urbanisztika Tanszékén. Az 1970-es évektől fényképezi a mindennapi Budapestet. 2022-ig, Perczel Anna haláláig, ő fényképezett Pest régi zsidó házairól, a http://lathatatlan.ovas.hu/index.htm online-oldal írásaihoz. 
Önálló kiadványai mellett esszéket is közzétett, így írásai jelentek meg a Jelenkor – online hasábjain is.
1980-tól több száz publikációja jelent meg irodalmi folyóiratokban, ezek közül csak párat kiemelve, a Mozgó Világ, a 2000, a Kortárs, a Magyar Napló, a Magyar Narancs, a Vigilia, az Új Forrás, a (győri) Műhely, a Hungarian Quarterly és főként az Élet és irodalom hasábjain – ott évtizedeken  át. Az ott közölt írásainak egy töredéke online is olvasható: https://www.es.hu/szerzo/43324/labass-endre
A Litera online folyóiratban olvasható esszésorozata: https://litera.hu/dosszie/labass-endre-regenye-folytatasokban.html
Illetve kisprózasorozata: https://litera.hu/dosszie/labass-endre-2flekken.html
Éveken át – a 2011-2014. években – beszélgetéssorozatot vezetett az ELTE Egyetemi Könyvtár Dísztermében, Varázslók pálcája címen: https://konyvtar.elte.hu/hu/hashtag/varazslok-palcaja?page=0
Az erről fellelhető videók:
https://www.youtube.com/watch?v=tDX_QE_JAFg – Tolnai Ottó
https://litera.hu/magazin/tudositas/varazslok-palcaja-nagy-jozseffel.html  – Nagy József (Josef Nadj)
https://www.youtube.com/watch?v=YzkoSksHfzc – Mándy Ivánné, Dr. Simon Judit
https://vimeo.com/27762006 – Beer Iván, vallástörténész,
https://www.youtube.com/watch?v=D1ZCjrCZbWQ – Várnagy Tibor
https://www.youtube.com/watch?v=Ur6hcs9_G2A – Fogarassy Miklós
https://www.youtube.com/watch?v=1209llsayOE – Villányi László
https://www.youtube.com/watch?v=MbrkfdQRiFM – Lábas Zoltán
illetve ld. a rendezvénysorozat (erősen hiányos) video-katalógusát: https://www.youtube.com/playlist?app=desktop&list=PLZl-fvWo0yUcTvFC-FZVa_UfGNw3zAJRG
illetve éveken keresztül előadásokat és beszélgetéseket tartott a régi angol- és világirodalom fordításáról a budapesti Füst Milán Antikváriumban, Füstös esték címen.  

## Művei
- Az ünnep Laudatio urbis; Magvető, Budapest, 1987 (JAK füzetek) - az utószót írta Szörényi László
- Kocsis Irma: Rövidlépés. Kocsmatúra; Városháza, Budapest, 1993 (A mi Budapestünk) (angol, német, olasz nyelven is)
- A táj; Városháza, Budapest, 1993 (Az én Budapestem)
- Szárnyasajtók; Noran, Budapest, 1998 (Kortársak)
- A Tolvajnők Piaca. Feira de Ladra / Kínai nyár; Noran, Budapest, 2000
- A madárfészekárus. Brit olvasónapló; Orpheusz, Budapest, 2002
- Vándorparadicsom (A letagadott Budapest); Osiris, Budapest, 2004 (Magyarország felfedezése)
- Felnőttláncfű; Noran, Budapest, 2007
- Perczel Anna, Védtelen Örökség, Unprotected Heritage Lakóházak a Zsidó negyedben. Lábass Endre fényképeivel Városháza, City Hall, 2007
- Ami látható és ami láthatatlan Erzsébetváros zsidó öröksége. Erzsébetváros Polgármesteri Hivatala, Budapest, 2013 (fényképek Perczel Anna könyvéhez)
- Házszínház; Cédrus Művészeti Alapítvány–Napkút, Budapest, 2015
- Árnyékkereskedő, 1-3.; Kortárs–Magyar PEN Club, Budapest, 2017 
  - Mutabor
  - Varázscsomó
  - Üvegsziget

## Kiállításai

### Egyéni
- 1983–1984, 1990, 1998, 2000, 2010 Budapest
- 1987 Újvidék
- 1989 Belgrád
- 2016 Budapest, Műcsarnok

### Csoportos
- 1988 Eger
- 1996, 2001 Budapest

## Díjai, kitüntetései
- Herman Lipót-díj (1982)
- Derkovits Gyula képzőművészeti ösztöndíj (1985–1987)
- Budapestért díj (1994)
- Soros-ösztöndíj (1998)
- Sziveri János-díj (2003)
- József Attila-díj (2011)
- Párhuzamos Kultúráért díj (2014)
- Déry Tibor-díj (2017)[3]
- Mészöly Miklós-díj (2018)[4]
- Józsefvárosi Kultúráért (2020)

## Válogatott irodalom
- SZÖRÉNYI L.: Lehet-e történelmet fényképezni? Lábass Endrefotóihoz. Magyar Építőművészet, 1985/6., 62-63.
- TARJÁN T:: Az Ünnep. Népszabadság, 1987. december 22.
- STEPANOV, S.: Lábass Endre. 1987. augusztus (kat.)
- MÁNYOKI E.: Az Ünnep. Fotó, 1988/5.
- KIRÁLY I.: Budapest-breviárium Lábass Endre: Az Ünnep című könyvéhez, Fotó, 1988/5.
- FÁBIÁN L.: Lábass Endre, Magyar Nemzet, 1988. november 12.
- JÁVOR O.: Laudatio urbis vagy laudatio funebris. Népszabadság, 1989. július 5.
- TÖRÖK A.: Lábass Endre: Az Ünnep., Igen, 1989/1.
- KOVÁCS N.: Szakkollégiumi Értesítő, 1989/1.
- HAFNER Z.: Necropolis. Harmadkör, 1989
- BODOR F.: IGEN,  1989. április 28.
- GÉCZI J.: Az Ünnep. Jelenkor, 1989/8.
- BÁN A.: Utca-házszám. Magyar Nemzet, 1990. február 2.
- NAGY Zs.: A szemlélődés dicsérete. Magyar Napló, 1990. február 15.
- MÁNDY I.: Lábass Endre kiállítása. Vigilia, 1990/4.
- ESZES A.: A Káosz szépsége. Mai Nap, 1992. október 29.
- TANDORI D.: Kafka-síremlék Lábass Endrének. (vers), Magyar Napló, 1994. május 13.
- RÚT E.: Na, isten, isten. Kocsis Irma: Rövidlépés. Magyar Narancs, 1997. március 20.
- TOLNAI O.: Lujza és Ottó (Palicsi P. Howard feljegyzéseiből). Üzenet, 1997. szeptember-okt.
- DÉRCZY P.: A szelíd kép-író. Élet és Irodalom, 1998. november 27.
- HÁMORI G.: Kocsmatúrák és városfotók (Lábass Endre csavargásairól, mestereiről, kínai szomszédairól). Népszabadság (Budapest melléklet), 1999. január 16.
- BÉRCZES L.: Ingyencirkusz. Bárka, 1999. április 6.
- SZÖRÉNYI L.: "Mert sem Pesten sem Budán" (utószó). In: Lábass Endre: Az ünnep (laudatio urbis). Budapest, Magvető [Jak-füzetek 25.]
- BIHARI L.: Akcióban a Házszínház. Magyar Hírlap, 2000. február 24.
- BIHARI L.: Magácskának hoztuk ezt itt (A Házszínház az Izabella utcában). Magyar Hírlap, 2000. február. 29.
- DÉRCZY P.: Bolyongójegy. Élet és Irodalom, 2001. április 20.
- PÁL M.: Akár ládában is… Magyar Narancs, 2001. február 1.
- TOÓT H. Zs.: Nyomozás nyomok nélkü. Napút, 2001/5.
- KAPPANYOS A.: Angolnak lenni. Magyar Narancs, 2002. július 11.
- FERDINANDY Gy.: Lábass Endre: Madárfészekárus. Kortárs, 2002. december
- NÁDRA V.: Írófaggató., Könyvhét, 2003. március 6.
- BECK A.: Lábass Endre: A madárfészekárus, Élet és Irodalom, 2003. április 18.
- TRENCSÉNYI Z.: Kinek a szív, kinek a zúza (interjú). Népszabadság, 2003. augusztus 22.
- SZELKE L.: Lábass Endre: Vándorparadicsom (A letagadott város). Szépirodalmi Figyelő, 2004
- PÜNKÖSTI Á.: Feltámadó Szociográfia? Eső, 2004, VII/2.
- FÜZES O.: Hungarelégia (a Vándorparadicsomról). Népszabadság, 2004. december 18.
- LENGYEL L.: Ex Libris (A Vándorparadicsomról). ÉS, 2005, 49/10.
- KERESZTESI J.: Vándorparadicsom. Magyar Hírlap, 2006. január 14.
- KERESZTESI J.: Hazakószálás (Lábass Endre: Felnőttláncfű), Jelenkor, 2008/9.
- VÁRNAGY T.: Helyszínkeresés, történettalálás. Műértő, 2008/2.
- KALAPÁTI F.: Egy város- és öndiagnosztikus (a Vándorparadicsomról). Irodalmi Jelen, 2008/2.
- MÉNESI G.: Minden új, és semmi de semmi nem ismeretlen. Irodalmi Jelen, 2008/2.
- JÁNOSSY L.: Sötétkamra, Lábass Endre: Felnőttláncfű. Litera, 2008. január 12.
- JÁNOSSY L.: Alaprajzgyűjtemény, Nagyvizit Lábass Endrénél. Litera, 2008. július 25.
- TRENCSÉNYI Z.: Úr ír. Népszabadság, 2010. szeptember 30.
- HORVÁTH A. D.: Papagájsör. Népszabadság, 2011. április 7.
- NAGY G.: A város Hermésze. Litera, 2011. szeptember 27.